# Hvidvinget korsnæb
Hvidvinget korsnæb (Loxia leucoptera) er en 15-16 centimeter stor spurvefugl, der er udbredt i det nordlige Europa, Asien og Nordamerika. Den lever især af lærketræets frø i f.eks. Ruslands taiga.
Arten kendes fra de andre arter af korsnæb på sine hvide vingebånd, der dog kan være mindre tydelige hos ungfuglene. Hannerne er stærkt røde, mens hunner og ungfugle er grønlige.
I Danmark er hvidvinget korsnæb de fleste år en meget sjælden gæst fra det nordøstligste Skandinavien samt nordligste Finland og Rusland. I nogle år kan den forekomme i større tal fra august til juli (året efter), gerne sammen med lille korsnæb.